# Etes
Etes es un pueblo ubicado en el condado de Nógrád, Hungría.

## Superficie
Posee una superficie de 15,80 kilómetros cuadrados.

## Demografía
Hasta 2021 la población era de 1302 habitantes, con una densidad de población de 82,40 habitantes por kilómetro cuadrado.